# Eterna Magia
Eterna Magia è una telenovela brasiliana in 148 episodi prodotta da TV Globo che l'ha trasmessa per la prima volta dal 24 maggio al 2 novembre 2007.
Scritta da Elizabeth Jhin con la collaborazione di Eliane Garcia, Fernando Rebello, Lílian Garcia e Júlio Fischer e la supervisione di Silvio de Abreu, è diretta da Federico Bonani, Edson Erdmann, Natália Grimberg, Ulysses Cruz e Carlos Manga.  Risulta inedita in Italia.
Il cast comprende, tra gli altri, Irene Ravache - che per quest'interpretazione è stata candidata al premio Emmy nel 2007 - Maria Flor, Malu Mader, Thiago Lacerda, Werner Schünemann, Eliane Giardini, Cássia Kis, Luís Melo e, nel primo episodio, lo scrittore Paulo Coelho nel ruolo di Mago Simon. 